# The Grateful Dead (album)
Pour l'album live de 1971, voir Grateful Dead (album).
Albums de Grateful Dead
Anthem of the Sun
(1968)
The Grateful Dead est le premier album du Grateful Dead, sorti en mars 1967 chez Warner Bros. Records.

## Histoire
L'album est enregistré en quatre jours, principalement au Studio A à Los Angeles. Le groupe aurait voulu l'enregistrer dans sa ville natale de San Francisco, mais aucun studio d'enregistrement de qualité n'y existe à l'époque. Le groupe choisit comme producteur David Hassinger, qui a déjà travaillé pour les Rolling Stones et Jefferson Airplane pour l'album Surrealistic Pillow (auquel a participé Jerry Garcia). À la demande de la Warner, quatre morceaux sont raccourcis. Phil Lesh commente dans son autobiographie qui « pour mon oreille, la seule chanson qui a le "son" que nous voulions était alors Viola Lee Blues. Personne n'avait aucune expérience dans l'enregistrement ».
The Grateful Dead est certifié disque d'or par la RIAA le 15 novembre 1971.
Une version remasterisée, avec les versions complètes de cinq titres et six bonus, est éditée en 2001 par Rhino au sein du coffret The Golden Road (1965-1973), puis en album séparé en 2003.

## Titres

### Album original
| 1. | The Golden Road (To Unlimited Devotion) | Grateful Dead  | 2:13 |
| 2. | Beat It on Down the Line                | Fuller         | 2:33 |
| 3. | Good Morning Little Schoolgirl          | Williamson     | 5:45 |
| 4. | Cold Rain and Snow                      | Grateful Dead  | 2:31 |
| 5. | Sitting on Top of the World             | Jacobs, Carter | 2:07 |
| 6. | Cream Puff War                          | Garcia         | 2:28 |

| 7. | (Walk Me Out in the) Morning Dew | Dobson | 5:08  |
| 8. | New, New Minglewood Blues        | Lewis  | 2:37  |
| 9. | Viola Lee Blues                  | Lewis  | 10:13 |

### Réédition 2003
| No  | Titre                                                               | Auteur         | Durée |
| --- | ------------------------------------------------------------------- | -------------- | ----- |
| 1.  | The Golden Road (To Unlimited Devotion)                             | Grateful Dead  | 2:07  |
| 2.  | Beat It on Down the Line                                            | Fuller         | 2:27  |
| 3.  | Good Morning Little School Girl                                     | Williamson     | 6:32  |
| 4.  | Cold Rain and Snow                                                  | Grateful Dead  | 2:26  |
| 5.  | Sitting on Top of the World                                         | Jacobs, Carter | 2:43  |
| 6.  | Cream Puff War                                                      | Garcia         | 3:18  |
| 7.  | (Walk Me Out in the) Morning Dew                                    | Dobson, Rose   | 5:16  |
| 8.  | New, New Minglewood Blues                                           | Lewis          | 2:40  |
| 9.  | Viola Lee Blues                                                     | Lewis          | 10:09 |
| 10. | Alice D. Millionaire                                                | Grateful Dead  | 2:22  |
| 11. | Overseas Stomp (The Lindy)                                          | Jones, Shade   | 2:24  |
| 12. | Tastebud                                                            | McKernan       | 4:18  |
| 13. | Death Don't Have No Mercy (instrumental)                            | Davis          | 5:20  |
| 14. | Viola Lee Blues (version courte)                                    | Lewis          | 3:00  |
| 15. | Viola Lee Blues (en concert au Dance Hall de Rio Nido, 3 mars 1967) | Lewis          | 23:13 |

## Musiciens
- Jerry Garcia : guitare, chant
- Bob Weir : guitare, chant
- Ron "Pigpen" McKernan : claviers, harmonica, chant
- Phil Lesh : basse, chant
- Bill Kreutzmann : batterie